# José María Cos y Macho
José María Cos y Macho (Terán, província de Santander, 6 d'agost de 1838 - Valladolid, 17 de desembre de 1919) fou un eclesiàstic, bisbe i cardenal càntabre.
Fou ordenat sacerdot el 1862, i el 1864 rebé els graus de llicenciat i de doctor en el seminari de Salamanca. Guanyà per oposició (1865) la canongia magistral d'Oviedo. Desenvolupà la secretaria de cambra del prelat Herrero Espinosa de los Monteros, i els seus mèrits el portaren a l'ardiaconat de Còrdova, que permutà pel lloc de mestre cabiscol a la catedral d'Oviedo. El 1886 fou consagrat bisbe de Mondoñedo.
Més tard, el 1890, fou elegit arquebisbe de Santiago de Cuba, i el 1892 se'l designà per a ocupar la mitra de la diòcesi d'Alcalá de Henares, que desenvolupà fins al 1901, any que fou proposat per a l'arquebisbat de Valladolid.
Com a home de talent, eloqüent, laboriós i pietós deixà bons records del seu pas en totes les diòcesis que ocupà, creant noves parròquies, fundant associacions pietoses i restablint els exercicis espirituals del clergat. Entre les associacions pietoses fundades per ell, fou digna de menció la del Catecisme de les nenes, que va merèixer un breu laudatori de Pius IX. Avançant-se als desitjos manifestats per Pius X, organitzà en el seminari d'Alcalá de Henares l'ensenyament del cant gregorià i la capella de música anomenada Isidoriana.
Amb laudable despreniment regalà a la catedral del seu arquebisbat castellà una col·lecció de casulles i 33 reliquiaris que contenen venerades relíquies. Dona una prova del que pot ésser la seva paraula el fet que a Santiago de Cuba aconseguís que la majoria de les persones de color legitimessin les seves il·lícites unions. Fou un dels presidents del tercer Congrés Nacional de Música Sagrada, celebrat a Barcelona el novembre de 1912, del qual en Nemesio Otaño fou l'alma mater, i en aquesta mateixa data el papa Pius X el creà cardenal de l'Església romana amb el títol de Santa Maria del Popolo. En aquesta condició de cardenal assistí al conclave de 1914 que elegí el papa Benet XV.
Les seves erudició i correcta i elegant dicció es revelaren no tan sols en els seus sermons i discursos, que feien de l'antic magistral d'Oviedo un orador notable i atraient, sinó que també en la nombrosa col·lecció de les seves pastorals, en les que no se sap què admirar més, si la puresa de la doctrina o la galanesa i senzillesa d'exposició.
Fou acadèmic corresponent de les reials acadèmies d'història i de les belles arts i fou condecorat amb les grans creus d'Isabel la Catòlica i del Mèrit Militar.